# Рощупкин, Владимир Иванович
Владимир Иванович Рощупкин (октябрь 1913 — 1979) — советский горный инженер-нефтяник, лауреат Государственной премии СССР 1970 года.
Родился во Владикавказе в семье рабочего грозненских нефтепромыслов.
Окончил школу-семилетку (1928), двухлетние подготовительные курсы при Грозненском нефтяном институте (1930) и сам институт (1935, промысловый факультет).
В Грозненском нефтяном НИИ (ГрозНИИ): инженер лаборатории (1935—1939), заместитель директора (1939—1940).
С 1940 по декабрь 1943 г. служил в РККА, гвардии старший лейтенант, заместитель командира батареи по политчасти, воевал на Южном, Юго-Западном, Северо-Кавказском фронтах.
Демобилизован как инженер-нефтяник и вернулся в ГрозНИИ: начальник геологического отдела (1943—1944), парторг ЦК ВКП(б) (1944—1947), заместитель директора — главный инженер (1947—1949), и. о. директора (1949—1951), заместитель директора по добыче нефти — главный инженер (1951).
С 1951 г. в Гипронефтемаше: директор (1951—1954), заместитель директора (1955—1963), снова директор (1963—1975).
Сначала по совместительству, с 1975 г. по основной работе старший преподаватель, доцент кафедры машин и оборудования промыслов, насосных и компрессорных станций Московского нефтяного института (с 1958 г. — Московский институт нефтехимической и газовой промышленности) им. акад. И. М. Губкина.
Кандидат технических наук (1948), старший научный сотрудник (1949).
Лауреат Государственной премии СССР1970 года (в составе коллектива) — за создание и внедрение оборудования для комплексной механизации спускоподъемных операций при бурении нефтяных и газовых скважин.
Награжден двумя орденами Трудового Красного Знамени и орденом «Знак Почёта» (1951), медалями «За боевые заслуги» (10.05.1942), «За победу над Германией в Великой Отечественной войне 1941—1945 гг.» (09.05.1945), «За оборону Кавказа» (01.05.1944), «За доблестный труд в Великой Отечественной войне 1941—1945 гг.», «За трудовую доблесть» (1948).
Сочинения:
- Буровые установки [Текст] / Д. И. Белоусов, В. И. Рощупкин. — Москва : Недра, 1973. — 236 с. : черт.; 22 см.

Жена — Поллак Александра Васильевна, инженер-технолог, работала на заводе № 410 в г. Грозном. Сын Владимир (09.08.1936) — доктор технических наук, заведующий лабораторией Института металлургии и материаловедения им. А. А. Байкова РАН. Дочь Валентина 1939 г.р. - кандидат технических наук.